# 索爾福德
索爾福德（英語：Salford）是英國的一座城市，位於大曼徹斯特都會區。索爾福德有人口72,750人，索爾福德都市區的人口則有219,200人。在歷史上索爾福德屬於蘭開夏郡。索爾福德是重要的文教都市。在18和19世紀，沙福特發展為工業都市和內陸港口。紡織產業快速發展。索爾福特碼頭是曼徹斯特運河主要的碼頭。世界首個免費的公共圖書館就位於索爾福德。在新石器時代這裡就有人居住。工業革命期間索爾福德福特快速發展，運河的開通進一步促進了這裡的開發。索爾福德在20世紀受到高失業和社會問題的困擾，近年來則進行了再生計劃。
當地的索爾福德大學有世界上第一所無條件免費的圖書館，而Chapel Street則在1806年成為世界上第一條使用煤氣照明的街道。2011年，索爾福德的MediaCityUK成為CBBC和BBC Sport的總部。

## 友好城市
- 法國 纳博讷

## 外部連結
- Salford City Council （页面存档备份，存于）